# 雨スポSTYLE
雨スポSTYLE（あめスポすたいる）とは、讀賣テレビ放送と吉本興業制作で、関西広域圏では2004年4月16日から2005年3月25日まで放送されていたスポーツバラエティー番組。

## 概要
関西広域圏にて2003年4月より月1回で放送されていた「雨スポ流」を週1回に変える形で題名共々リニューアルされた。東京都江東区有明のパナソニックセンター有明スタジオにて収録。日本テレビエリアである関東広域圏などでは深夜2時をまたぐなど極端に遅い時間に放送されていた。放送終了後はネット局を大幅に縮小し「雨スポ」としてリニューアルした。

## 出演者
- 雨上がり決死隊（宮迫博之・蛍原徹）
- 永島昭浩
- 木夏リオ
- 生島淳（生島眼鏡店コーナー担当）

## ネット局
- よみうりテレビ 毎週金曜24:44-25:14
- 日本テレビ 毎週木曜25:40-26:10　※6日遅れ
- 中京テレビ 毎週水曜25:20-25:50　※5日遅れ
- 福岡放送 毎週月曜24:40-25:10 ※3日遅れ
- 鹿児島読売テレビ 毎週水曜24:40-25:10　※5日遅れ